# Barnstable County
Barnstable County is een county in de Amerikaanse staat Massachusetts. Het oppervlak van Barnstable County komt overeen met Cape Cod. Een andere plaats is Yarmouth.
De county heeft een landoppervlakte van 1.024 km² en telt 212.990 inwoners (volkstelling 2019). De hoofdplaats is Barnstable. Andere plaatsen zijn Provincetown en Yarmouth.

## Bevolkingsontwikkeling

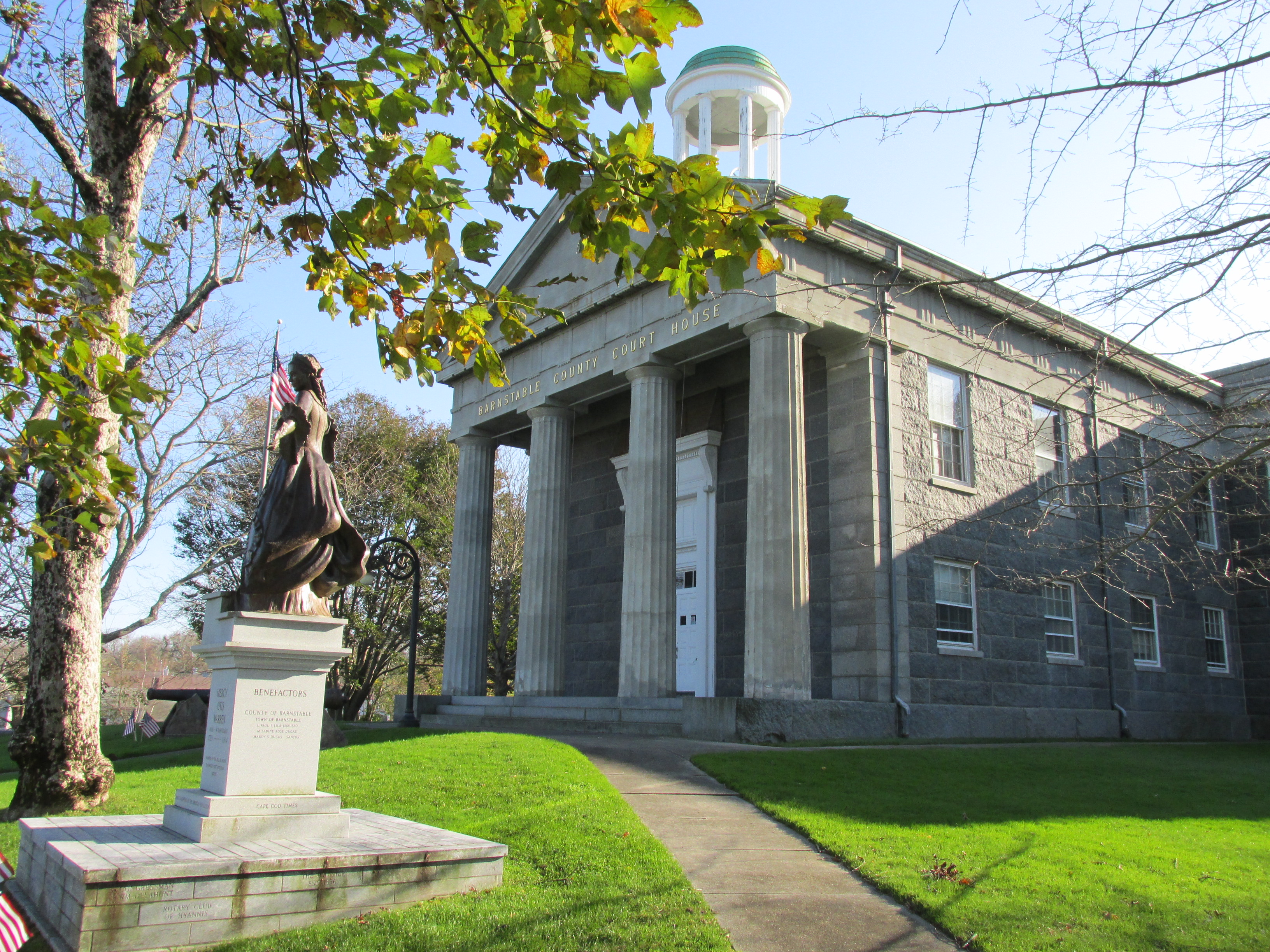
Barnstable County Courthouse